# Kościół św. Mikołaja Biskupa w Żegocinie
Kościół św. Mikołaja Biskupa w Żegocinie – neobarokowa, murowana świątynia z 1896 roku, znajdująca się w Żegocinie. Funkcjonuje jako kościół parafialny.

## Historia
Pierwszy kościół w Żegocinie został ufundowany w 1293 roku przez Zbigniewa Żegotę. W 1896 roku kościół ten nie nadawał się do użytku, gdyż groził zawaleniem. Z tego powodu stary kościół rozebrano, a nowy wybudowano na miejscu dawnego. Wszystko to działo się za proboszczowania ks. Jakuba Janczego.

## Wnętrze
Ołtarz główny ufundowany przez dziedzica Łąkty Górnej Feliksa Armatowicza i jego rodziny. Wykonany w Tyrolu tak samo jak boczne ołtarze, które znajdują się w nawach bocznych. Na chórze organy wykonane przez orgamistrza Tomasza Falla ze Szczyrzyca. Ołtarz Matki Bożej Niepokalanej wyrzeźbiony przez Jakuba Juszczyka z Żegociny, na zamówienie Kaspra Parucha z Rozdziela. Ambona z XVIII wieku, tak samo jak rzeźby na belce tęczowej.